# كيفن رانكين
كيفن رانكين (بالتركية: Kevin Rankin)‏ مواليد 26 أغسطس 1971، هو لاعب كرة سلة تركي أمريكي سابق. يبلغ طوله 2.10 م. لعب في مركز الوسط. لعب كرة السلة في المدرسة الثانوية في ويسكونسن، ولعب في الرابطة الوطنية لرياضة الجامعات.

## المسيرة الاحترافية
- فنربخشة لكرة السلة
- ألبا برلين

## روابط خارجية
- كيفن رانكين على موقع الدوري الإسباني لكرة السلة (الإسبانية)
- كيفن رانكين على موقع كرة السلة الأوروبية.كوم (الإنجليزية)
- كيفن رانكين على موقع كلية كرة السلة في سبورتس رفرنس.كوم (الإنجليزية)
- كيفن رانكين على موقع ريلجم (الإنجليزية)
- كيفن رانكين على موقع بروبوليرز (الإنجليزية)
- كيفن رانكين على موقع سبورتس رفرنس (الإنجليزية)